# Vallée du Jerte
 (juin 2025).
Si vous disposez d'ouvrages ou d'articles de référence ou si vous connaissez des sites web de qualité traitant du thème abordé ici, merci de compléter l'article en donnant les références utiles à sa vérifiabilité et en les liant à la section « Notes et références ».
La Vallée du Jerte est une région naturelle, vallée et communauté de communes de l'Estrémadure, en Espagne. La vallée a été déclarée bien d'intérêt culturel en 1973.

La communauté est située à l'extrême nord-est de l'Estrémadure, bordée au nord par les provinces d'Ávila et Salamanque, à l'ouest par la Vallée de l'Ambroz, au sud par la ville de Plasencia et à l'est par La Vera.

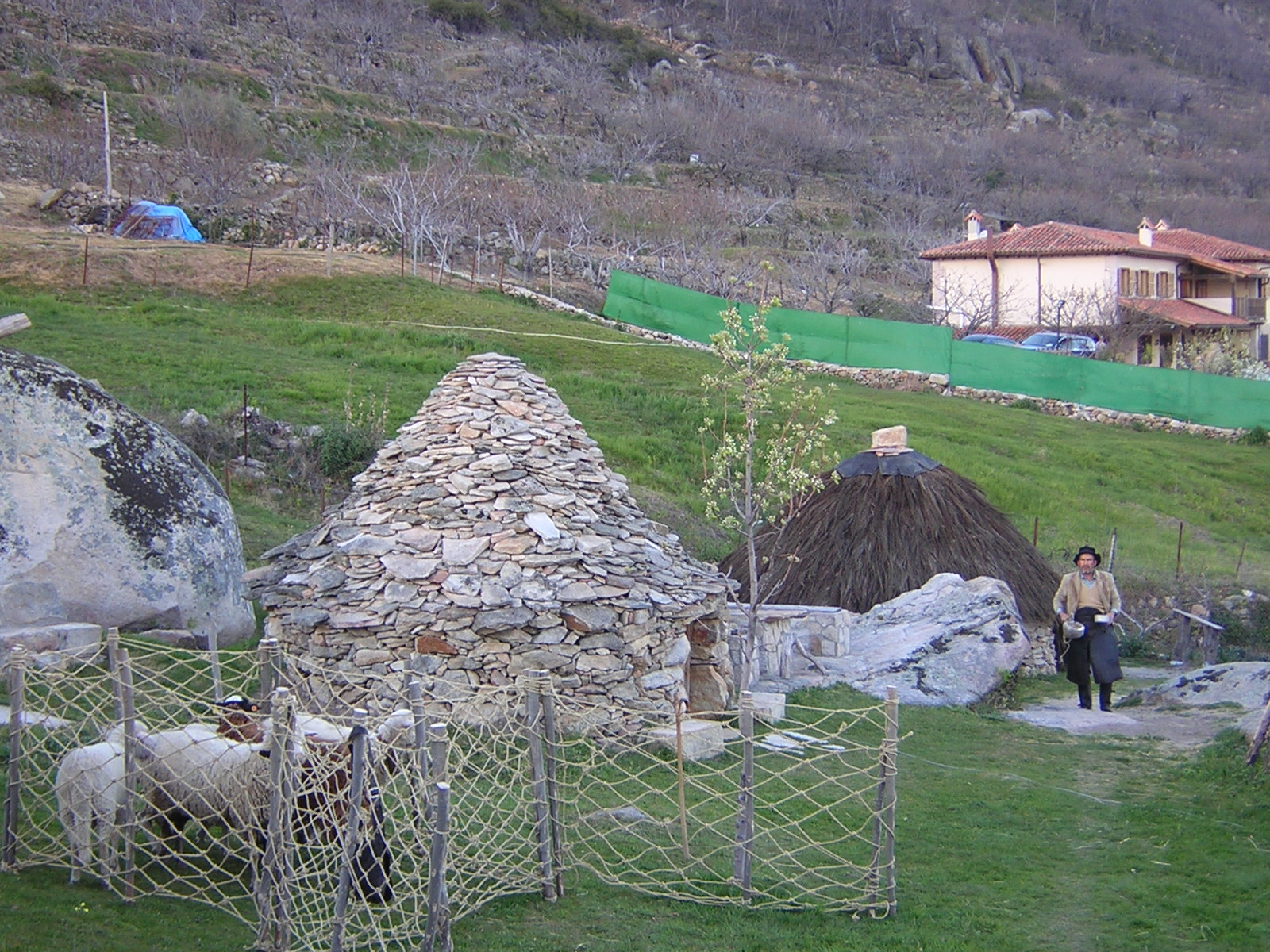
Cabanes d'éleveurs. El Torno.

Tous les ans, la deuxième quinzaine de mars, on célèbre dans la Vallée du Jerte la fête du Cerisier en Fleur, déclarée d'Intérêt Touristique National. Un million et demi d'arbres fleurissent presque à l'unisson, peignant la vallée de blanc pendant quinze jours.

## Population
La Vallée du Jerte est formée de onze communes, regroupées dans la Communauté de Communes de la Vallée du Jerte, qui se répartissent inégalement la population de la vallée, composée d'environ 12.000 habitants. Ces communes sont: Barrado, Cabezuela del Valle, Cabrero, Casas del Castañar, El Torno, Jerte, Navaconcejo, Piornal, Rebollar, Tornavacas, Valdastillas.
D'autres villages aujourd'hui disparus ont également fait partie de l'ensemble de communes: Asperilla, Oxalvo, Peñahorcada, Vadillo et Tabares.

## Toponymie
Le nom de la rivière Jerte, et donc aussi celui du pays, provient de l'arabe Xerit, mot qui peut avoir eu deux sens: "rivière étroite" ou "rivière cristalline". C'est de cette forme ancienne du nom de la rivière qu'est dérivé le gentilé cultivé valxeritenses, qui alterne indistinctement dans son usage avec les plus communs jerteños, vallenses, ou vallejerteños.

## Le milieu physique

### Géologie et relief
La Vallée du Jerte est située entre deux chaînes de montagnes dans le massif de Gredos: la Sierra de Tormantos au sud-est (dans le massif central) et les montagnes de Traslasierra et sierra de Béjar au nord-ouest (dans le massif occidental de Gredos), où se trouve le point le plus élevé de la région, le Torreón, qui s'élève à 2401 m. Ces deux sierras, appartenant au Système Central, constituent ses limites naturelles.
La physionomie de la vallée est marquée par l'érosion particulière au dernier tronçon de la faille-digue de Messejana-Plasencia, qui suit la direction NE-SO. Elle est longue d'environ 70 km, du col de Tornavacas jusqu'à l'embouchure de la rivière Jerte, dans les  Vegas de l'Alagon.
La roche prédominante est le granite, formé par un grand batholite correspondant au métamorphisme d'il y a 350-200 millions d'années, pendant l'orogenèse hercinéenne. Il y a environ 40 millions d'années et tout au long de l'orogenèse alpine se sont produits d'autres ajustements dans les plaques, changeant le relief de manière très significative. Le bord Sud du Système Central Nord-Est est une faille qui combine des roches cristallines du système montagneux et les sédiments tertiaires de la dépression du Tage. Les cols créés par le mouvement des différents blocs sont entre autres: Tornavacas, Honduras, Rabanillo, San Gamello. Les fractures délimitent les blocs qui, en s'effondrant, ont produit des fosses telles que les vallées voisines de Tiétar, Tormes, etc.
Le basculement vers le Nord a élevé des blocs et a produit dans la Vallée du Jerte une curieuse déviation de montagnes, qui prennent la direction N-SO, différente de la Sierra de Gredos et donnant ainsi lieu à sa physionomie actuelle.
Les formes du relief ont subi ensuite des retouches sous l'influence des glaciations sur les cimes et des eaux de ruissellement, ainsi que du processus de gel-fonte dans les parties les plus basses. Les glaciers dans le Sud de Gredos ont eu peu d'importance, bien que dans la Vallée du Jerte se trouvent les restes des seuls vallées de glaciers d'Estrémadure: le glacier de la Serrá et celui des Asperones, avec sa forme caractéristique de cuve produite par l'érosion de la langue du glacier. Les cours d'eau qui descendent des cimes ont contribué au modelé des versants, en formant de profondes gorges, qui donnent à la vallée sa configuration particulière.

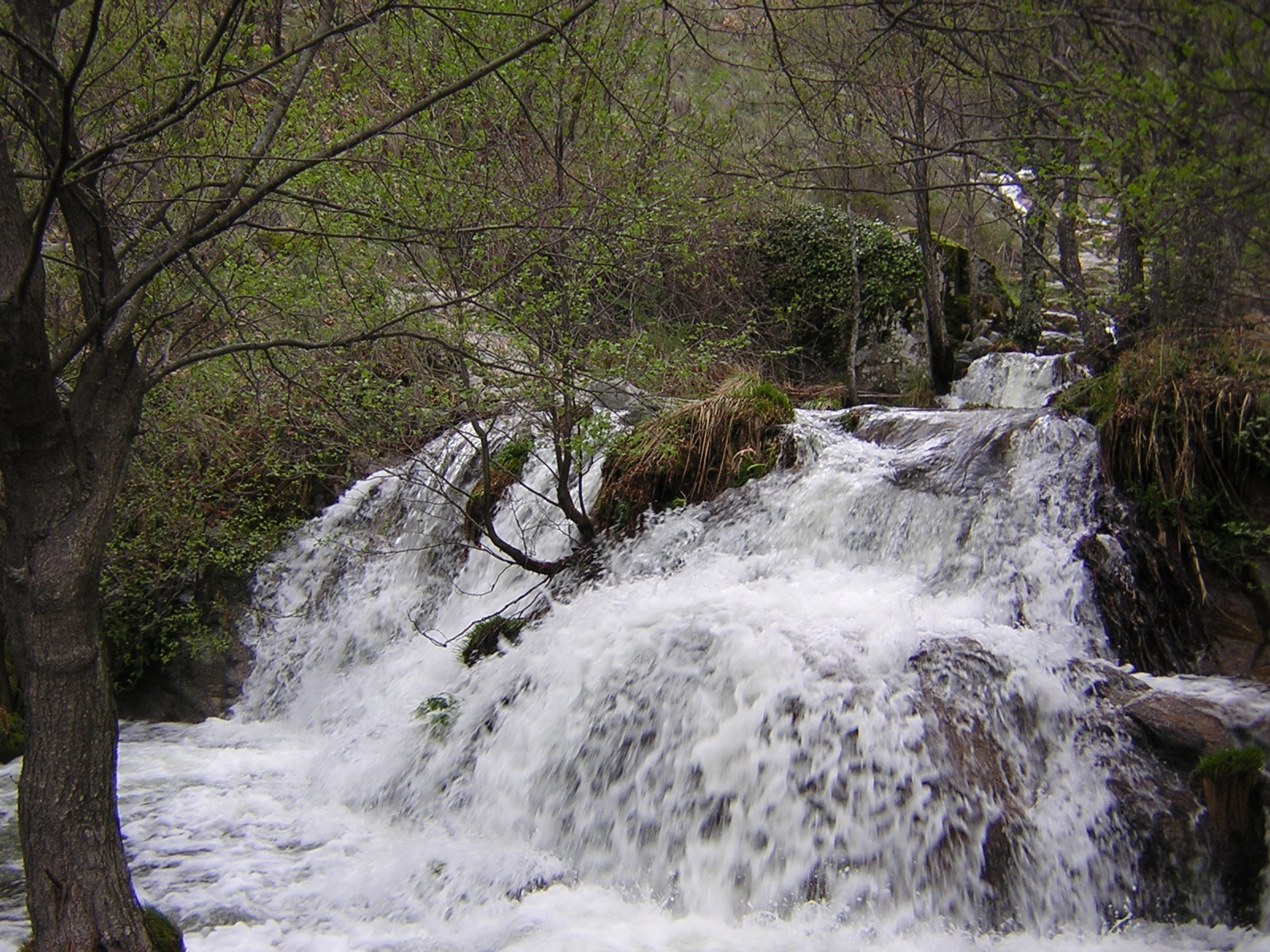
Gorge de La Puria. Valdastillas-El Torno.

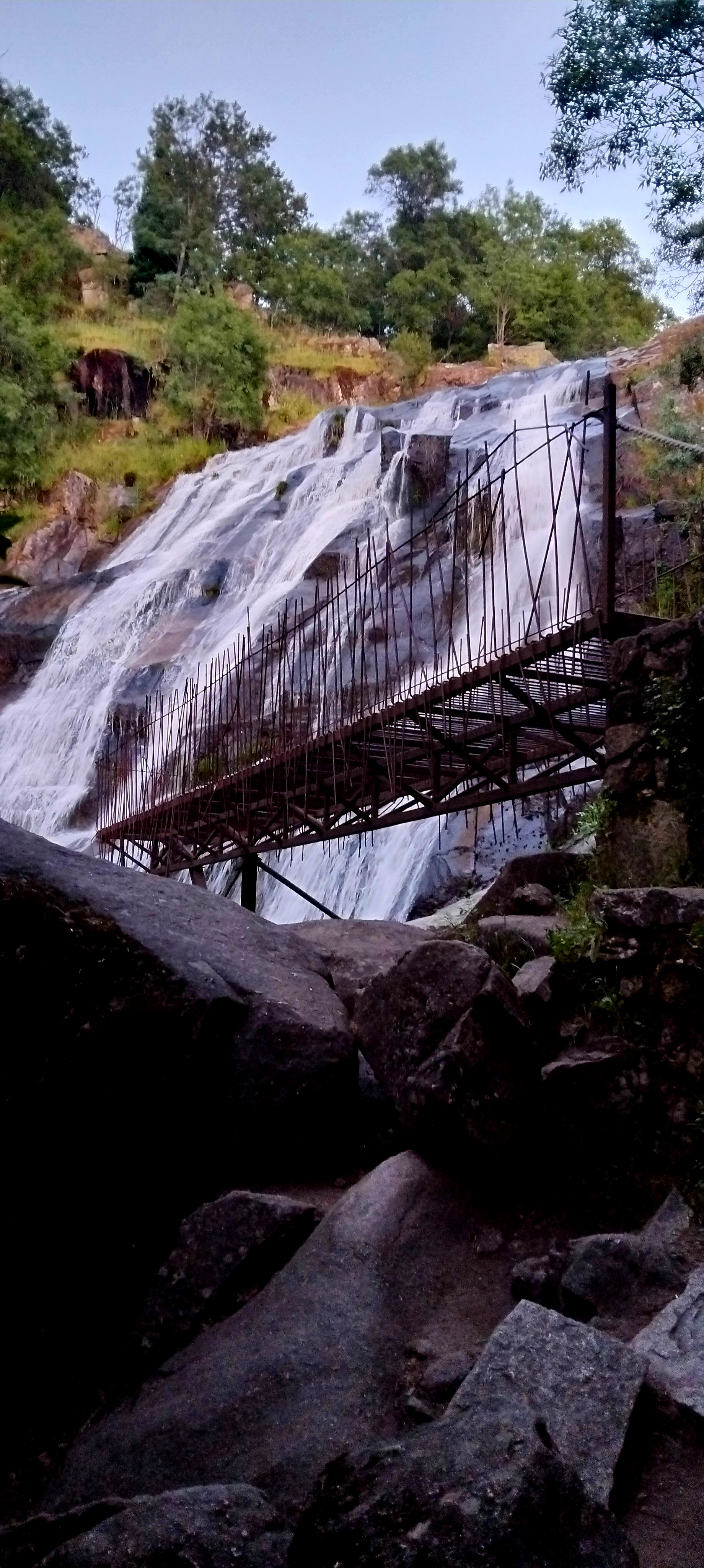
Cascade Les Caozos. Mai 2025

### Sols
Le développement des sols édaphiques varie selon la cote. A l'étage moyen se trouvent des terres brunes profondes, constituées de sols sablonneux silicieux, qui se lixivient facilement avec l'usage agricole. A l'étage inférieur se trouvent des sols bruns francs profonds, silicieux sablonneux et argileux, ce type de sols étant les plus aptes pour l'usage agricole, bien qu'ils possèdent un pH acide (5,5).

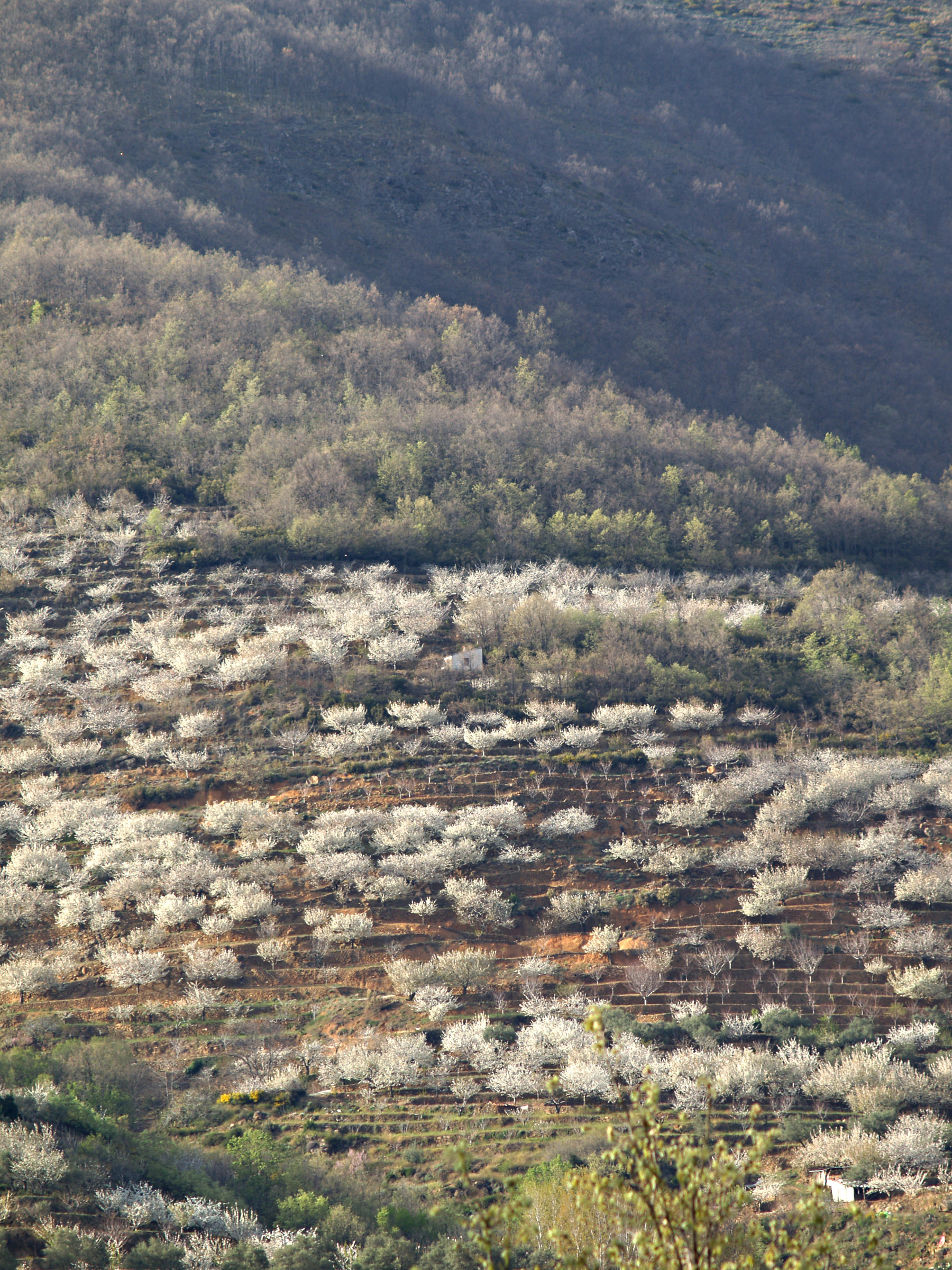
Cerisiers en fleur sur les versants en terrasses. Jerte, Mars 2008.

### Réseau hydrographique
Le réseau hydrographique, presque entièrement tributaire de la rivière Jerte, s'articule sans grande complexité, facilité par la simplicité du relief, dans une vallée typique en forme de V, formant un réseau fluvial d'évacuation rapide. Une partie de la région appartient au bassin versant de la rivière Tiétar, sur le territoire communal de Barrado et la moitié de celui de Piornal
La rivière Jerte coule sur 70 km environ et aboutit dans la rivière Alagon, qui est elle-même tributaire du Tage. Le Jerte naît à proximité de Tornavacas, au pied du pic Torreón (2.401 m.) et, à son passage par Plasencia, se situe à environ 345 m. d'altitude, ce qui donne une idée de son cours accidenté sur ce tronçon d'à peine 50 km.
Depuis sa naissance à la source de la vallée, le Jerte ramasse les courants que lui apportent des gorges importantes telles que Saint-Martin, Becedas, Papúos, Los Infiernos, Buitres, Honduras, Puria, Bonal, Marta et Las Nogaleas entre autres. Lors des jours de pluie intense, des crues rapides sont très habituelles, avec des avenues considérables.

## Climat
Les conditions climatiques de la vallée du Jerte sont déterminées par divers facteurs qui atténuent et adoucissent son caractère continental. L'influence du relief et son orientation NE-SO sont deux traits qui influencent de façon décisive les valeurs thermiques et pluviométriques. Les reliefs montagneux contribuent à l'accroissement des indices pluviométriques, en favorisant les précipitations de type orographique causées par l'élévation obligée des masses d'air, qui provoque la condensation de l'humidité et la précipitation. Le gradient d'altitude induit aussi des contrastes thermiques et pluviométriques entre le fond de la vallée et les cimes. La pluviosité augmente avec la cote. L'orientation de la vallée permet l'influence atlantique avec des hivers modérément froids et des étés non excessivement chauds.
Les précipitations moyennes annuelles oscillent entre 800 et 1500 mm, en prenant pour référence la station météorologique de Barrado, à 800 m d'altitude. Au mois de novembre il est fréquent de voir les premières neiges sur les cimes, la cote variant pendant l'hiver. Il est arrivé, le 23 mars 2017, que les onze villages de la Vallée du Jerte se réveillent enneigés, cas unique en Estrémadure. Il n'est pas rare de voir la neige à la base du Torreón début juillet.
La température moyenne varie en fonction de l'altitude, depuis les minimales de 1 à 3 °C à Tornavacas jusqu'aux 5 à 10 °C des zones les plus basses de la Vallée. Il en va de même pour les maximales, depuis les 15 à 20 °C de Tornavacas aux 25 à 30 °C des zones plus méridionales.

## Flore et végétation

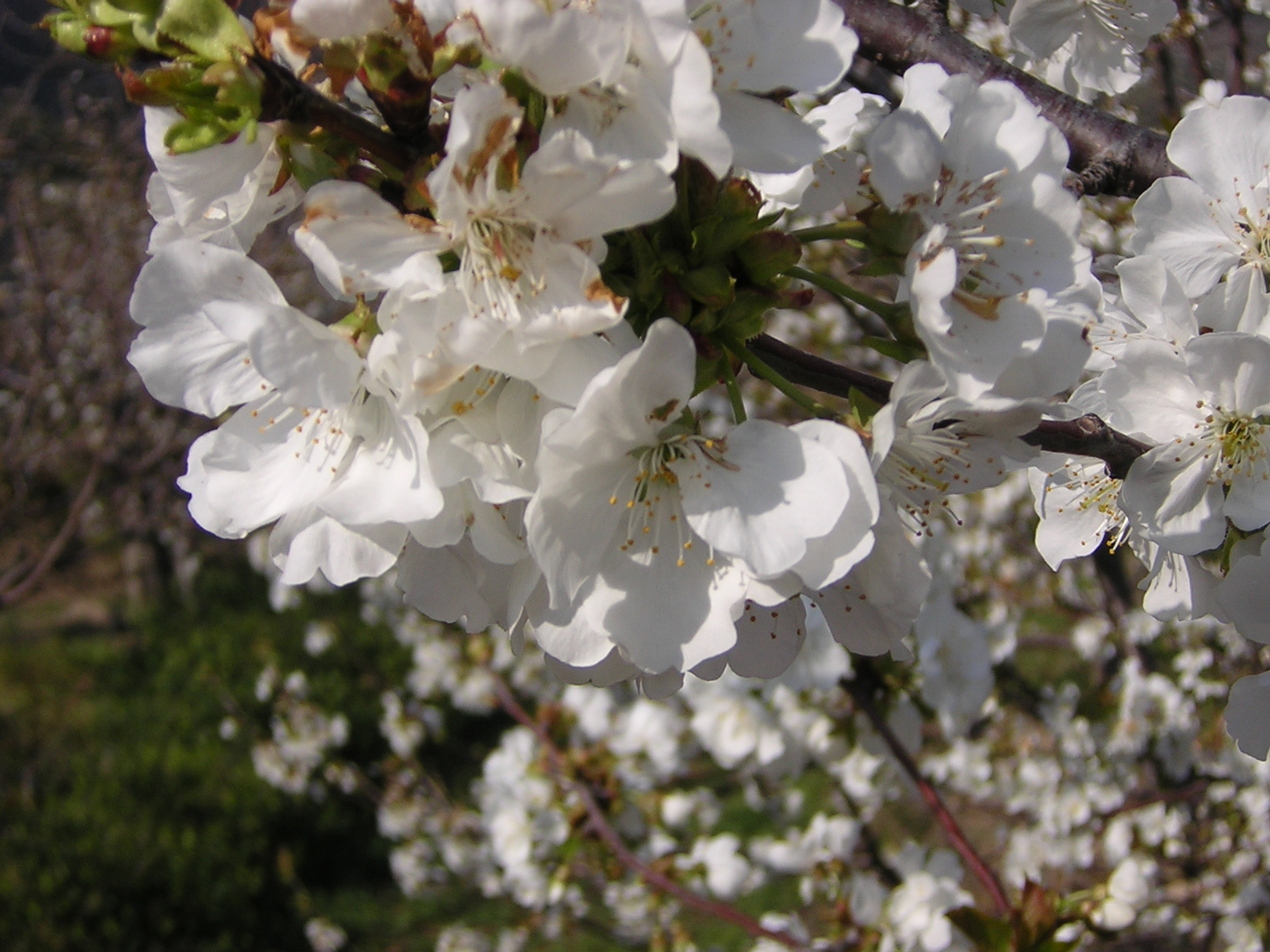
Cerisier en fleur.

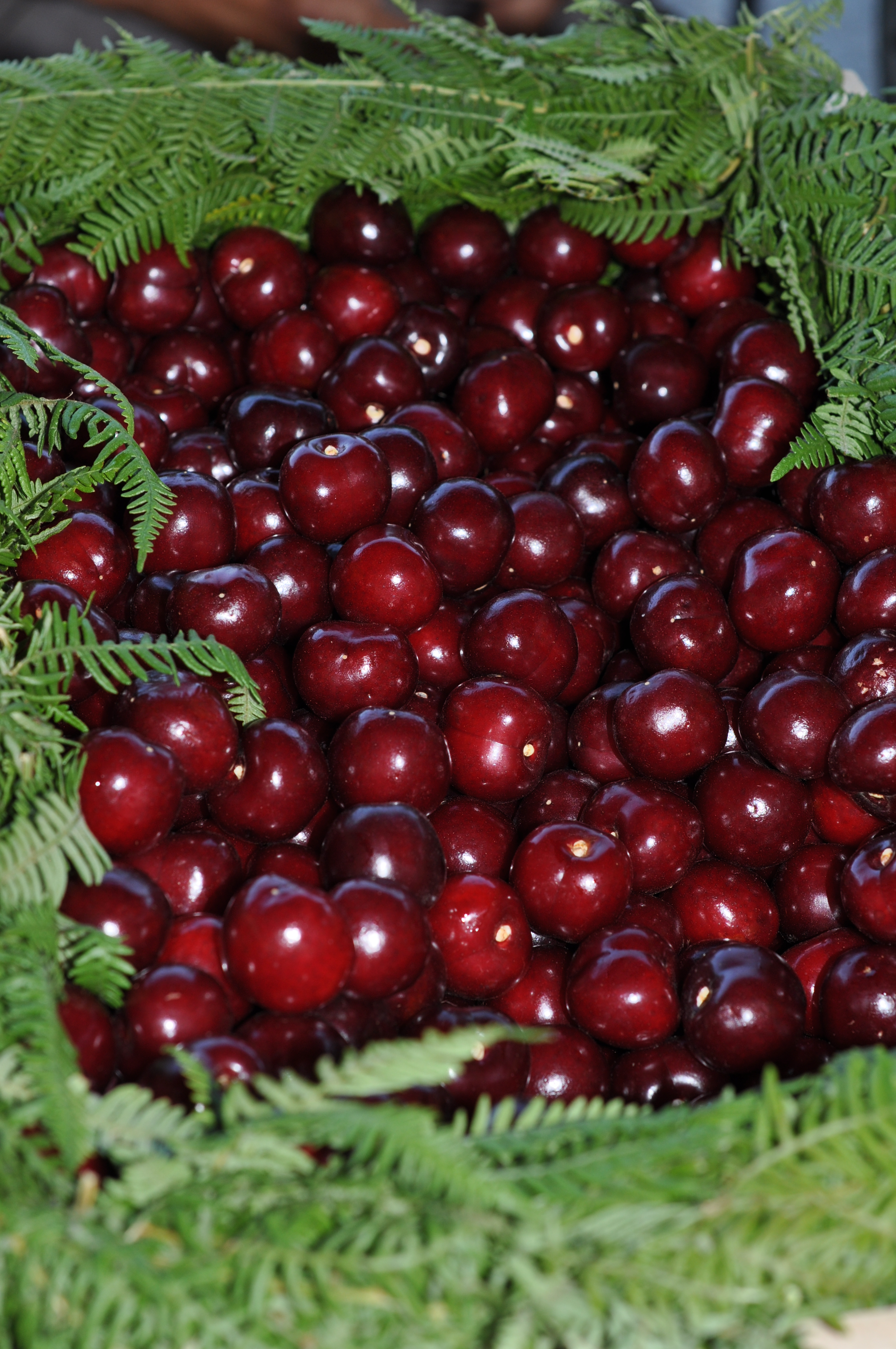
Cerises de la vallée du Jerte avec protection traditionnelle de feuilles de fougères.

Dans la vallée on peut délimiter quatre étages bioclimatiques ou zones altitudinales de végétation.
Mesoméditerranéen (400-500m). La formation la plus caractéristique de cette frange est le chêne vert (Quercus ilex), bien que contrairement à l'Estrémadure plus méridionale, l'yeuse y occupe peu de terrain sur le total de la surface de la Vallée. Il s'agit de prairies où apparaissent une abondance de lavandes, lauriers des bois, aubépines et cistes comme buissons prédominants, outre des pâturages sur des sols sablonneux. On y trouve aussi de nombreux exemplaires de chênes rouvres.
Supraméditerranéen (500-1600m). L'espèce prédominante est le chêne des Pyrénées (Quercus pyrenaica) formant de grands bois, qui accomplissent une fonction basique dans la rétention et l'amélioration de la couche édaphique. A cet étage apparaissent aussi des châtaigniers (Castanea sativa), espèce qui a occupé la majeure partie de la Vallée jusqu'à l'apparition de la maladie de l'encre, en bosquets ou isolés, qui sont généralement de grande envergure et ancienneté. On y trouve aussi des ifs, des aunes, des saules, des arbousiers, des peupliers, des houx et des bouleaux dispersés dans les lits de quelques gorges.
Oroméditerranéen (1600-2200m). L'espèce qui prédomine est le genêt de montagne, avec des prés de graminées dans les clairières du maquis et, là où le sol est détrempé, des herbages de nards raides, qui servent d'alpage au bétail transhumant.
Crioroméditerranéen (2200-2400m). Y abondent les prés de nards raides et les prairies alpines. Dans la rocaille grandit une faune rupicole peu abondante mais particulière; on y trouve des lichens, des mousses et quelques fougères de montagne.
Végétation de rive. Sur les sols alluviaux du fond des gorges et de la rivière se forment les bois habituels associés à ces cours d'eau ou à des terrains où la nappe phréatique se trouve très proche des horizons superficiels du sol. Ils sont formés essentiellement d'aulnaies, mêlées de saules, frênes, bourdaines, micocouliers, ronces, aubépines, rosiers sylvestres et fougères.
La végétation agricole de cette vallée est caractérisée par une grande variété arboricole, en particulier les cerisiers, châtaigniers et, dans une moindre mesure, oliviers et figuiers.

## Faune
La richesse des habitats de la vallée a permis la présence d'une faune variée. 
Parmi les invertébrés, on observe une variété de papillons diurnes et nocturnes, ainsi qu'un coléoptère de grande taille, communément appelé cerf-volant (Lucanus cervus).

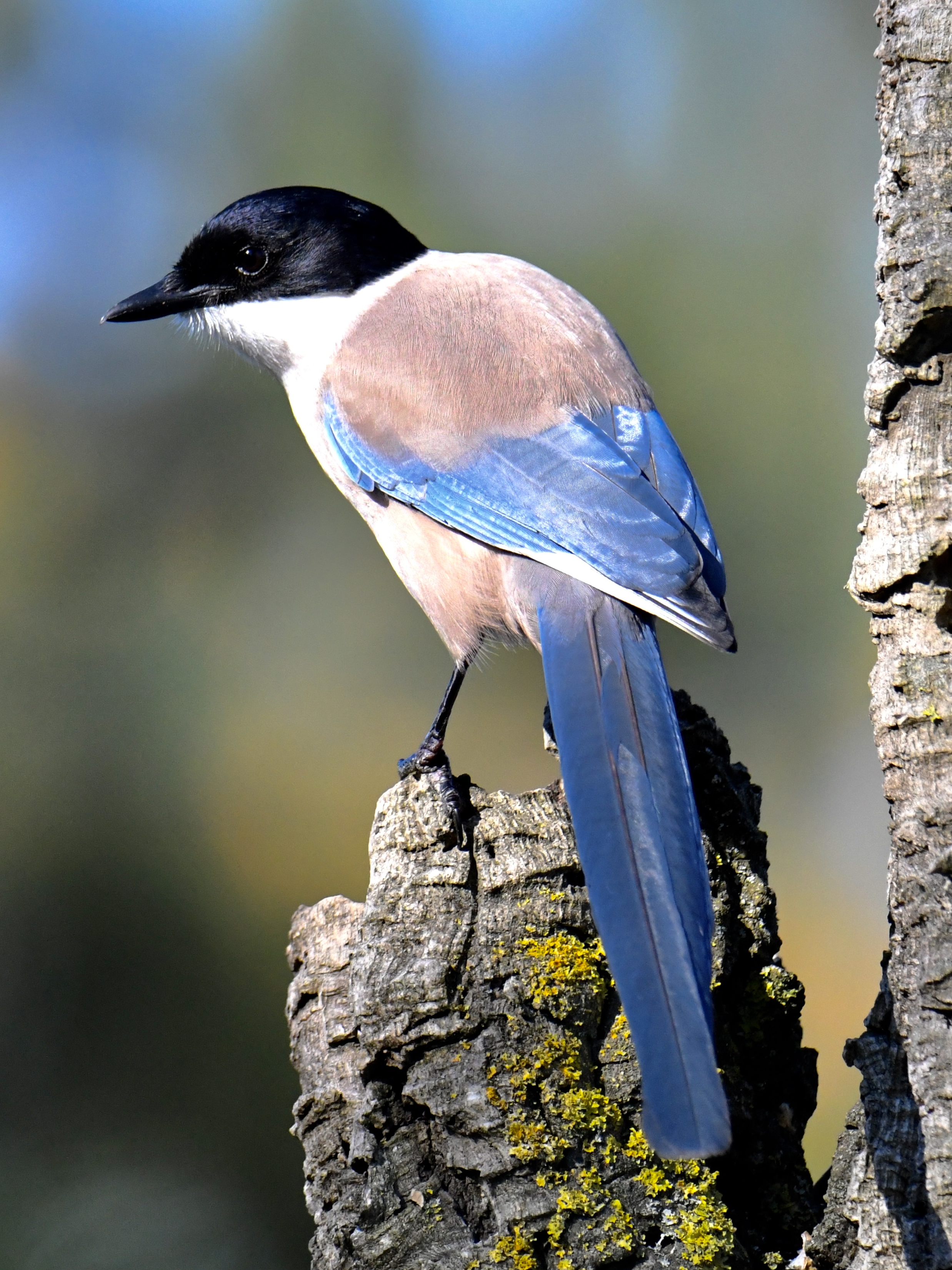
Pie-bleue ibérique

Le milieu aquatique, très présent dans la vallée, accueille de nombreuses espèces. Les poissons, notamment la truite commune, sont nombreux dans les rivières et ruisseaux. Ceux-ci hébergent aussi des amphibiens: triton, salamandre, crapaud, grenouille commune et grenouille ibérique, espèce endémique de la péninsule ibérique. On y trouve également quelques reptiles, notamment des tortues aquatiques, une espèce de lézard endémique de la péninsule, le Lacerta schreiberi, qui préfère les ruisseaux de montagne, et des couleuvres.
Le groupe des oiseaux est amplement représenté. Le cincle plongeur y a trouvé un habitat idéal, puisqu'il s'immerge dans les rivières pour y trouver sa nourriture. Le geai des chênes profite de la profusion d'arbres, ainsi que le loriot, la huppe fasciée et la pie-bleue ibérique. La cigogne et la cigogne noire, de plus en plus rare, nichent aussi dans les parages, ainsi que des rapaces: le milan, le vautour fauve, le hibou grand-duc, diverses espèces de faucon, des éperviers, et les rois des cimes, l'aigle royal et l'aigle de Bonelli.
Parmi les mammifères, le lynx, félin le plus menacé du monde, utilise cette zone comme couloir. Le chat sauvage et la genette laissent aussi des traces de leur présence. Le desman, mammifère peu connu aux coutumes aquatiques, passe souvent inaperçu des visiteurs. Enfin, on y rencontre la loutre et le bouquetin ibérique.

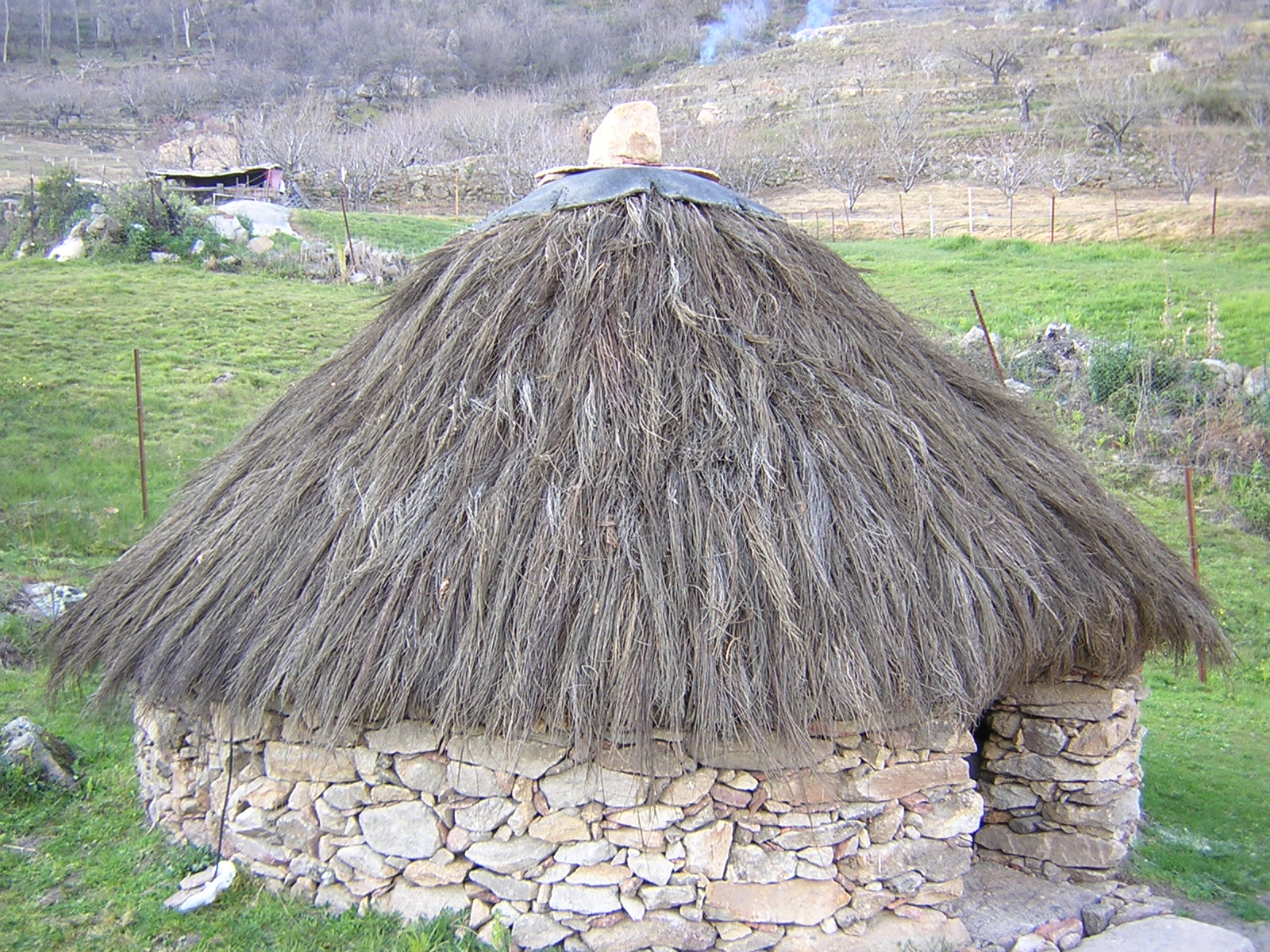
Hutte de bergers. El Torno.

## Économie
L'activité productive principale des habitants du Jerte est l'agriculture et principalement celle du cerisier et la commercialisation de la Cerise du Jerte sur les marchés d'Espagne et d'une grande partie du monde, de sorte que cela représente la principale source économique de la Vallée. La production de cerises est très importante et d'une qualité extraordinaire, spécialement la variété autochtone, dénommée picota. Cette grande production de cerises a aussi généré une industrie de distillerie, où se produisent des liqueurs, et de confitures très variées.
L'industrie est moins présente et en grande partie conditionnée par l'agriculture, puisque pour la plupart il s'agit d'industries transformatrices des produits agricoles. Un acteur majeur de l'économie de la Vallée est le Groupement de Coopératives de la Vallée du Jerte, coopérative de deuxième ordre qui agglomère les coopératives agraires des onze villages de la vallée, ainsi que quelques-unes du pays voisin de La Vera. C'est à travers elle qu'a été mise en oeuvre la dénomination d'origine Cereza del Jerte.
L'industrie compte aussi quelques autres usines comme celle d'albâtres dans la localité de Jerte.
Ces dernières années un autre type d'activités a vu le jour, qui diversifie peu à peu l'économie de ses populations, spécialement dans le secteur du tourisme. Tous les villages ont des logements ruraux. La vallée est parcourue par de nombreux sentiers et circuits de randonnée et de grande randonnée.
La Fête du Cerisier en Fleur, qui a lieu fin mars, est maintenant réputée. Les autres temps forts du tourisme sont la Cerecera et la Otoñada. La Cerecera: le ramassage des cerises s'accompagne d'une foire de la cerise, qui propose tous les week-ends, de fin mai à début juillet, des journées gastronomiques de la cerise picota, des dégustations, un marché de l'artisanat et des produits locaux. La Otoñada, en novembre, consiste en un programme destiné à mettre en valeur la culture de la vallée et à célébrer la beauté de l'automne

## Histoire
En 1186, le roi Alphonse VIII de Castille fonde la ville de Plasencia sur une colonie antérieure, afin de garantir et assurer la possession de Gredos et de la Vallée du Jerte.

### Lieu de mémoire

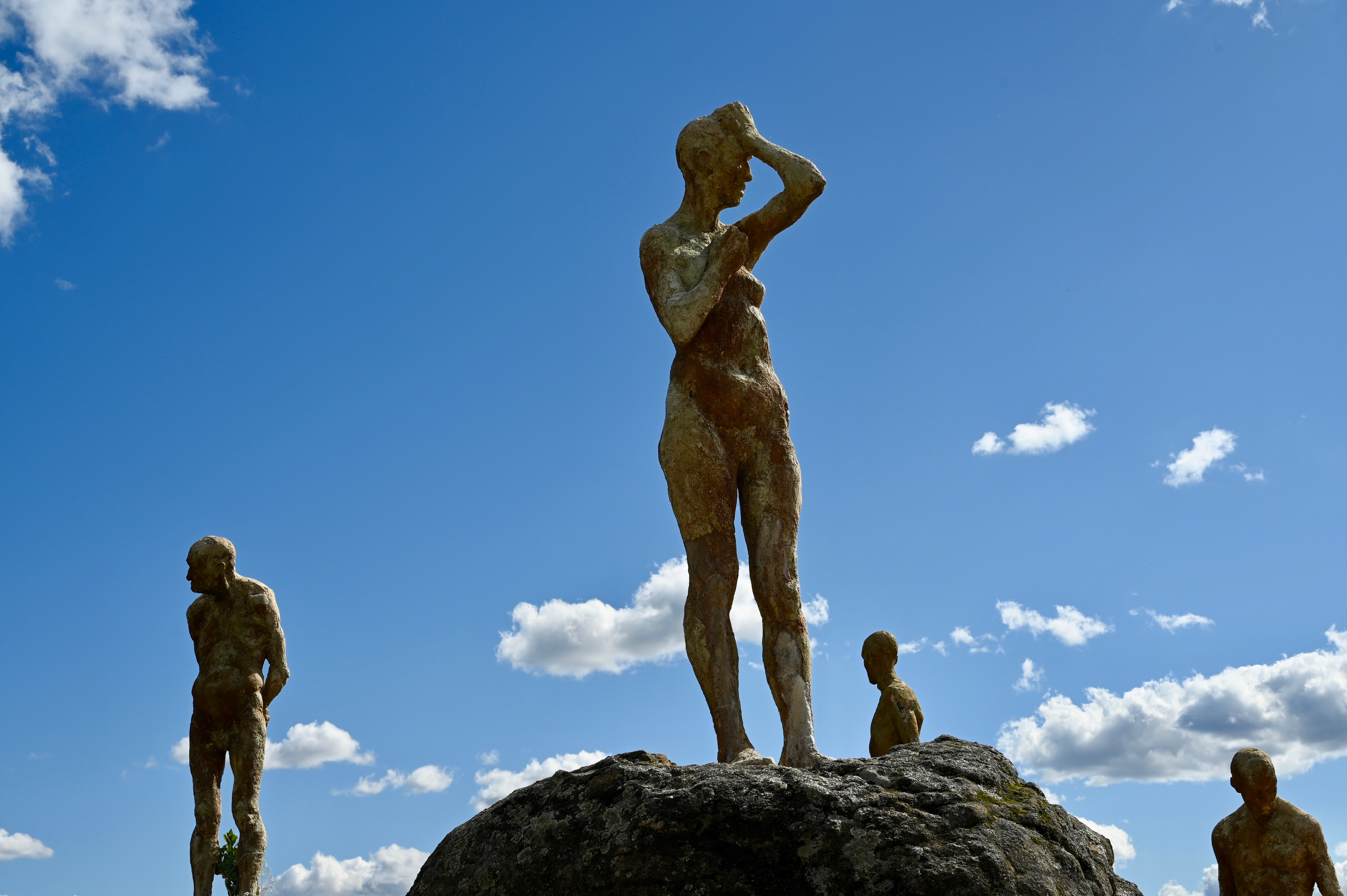
Belvédère de la mémoire, sculpture de Francisco Cenedilla Carrasco.

Un belvédère de la mémoire, sur la commune de El Torno, rend hommage aux victimes de la Guerre d'Espagne. Il s'agit d'un ensemble de sculptures, commandé par l'Association des Jeunes de la Vallée du Jerte au sculpteur Francisco Cenedilla Carrasco, qui fut inauguré en 2009. Les quatre sculptures, trois hommes et une femme grandeur nature, nus, regardent vers la Sierra de Tormantos.
Peu après l'inauguration, le 24 janvier 2009, le monument a été l'objet de tirs. Le sculpteur a déclaré que les impacts de balles complétaient son oeuvre, et qu'il fallait les laisser en l'état.